# Contenção médica
Contenção médica é um termo para vários métodos de contenção física usados com finalidades terapêuticas. Ao contrário de outras formas de contenção, a contenção médica é desenhada para restringir a movimentação do paciente sem causar dor.

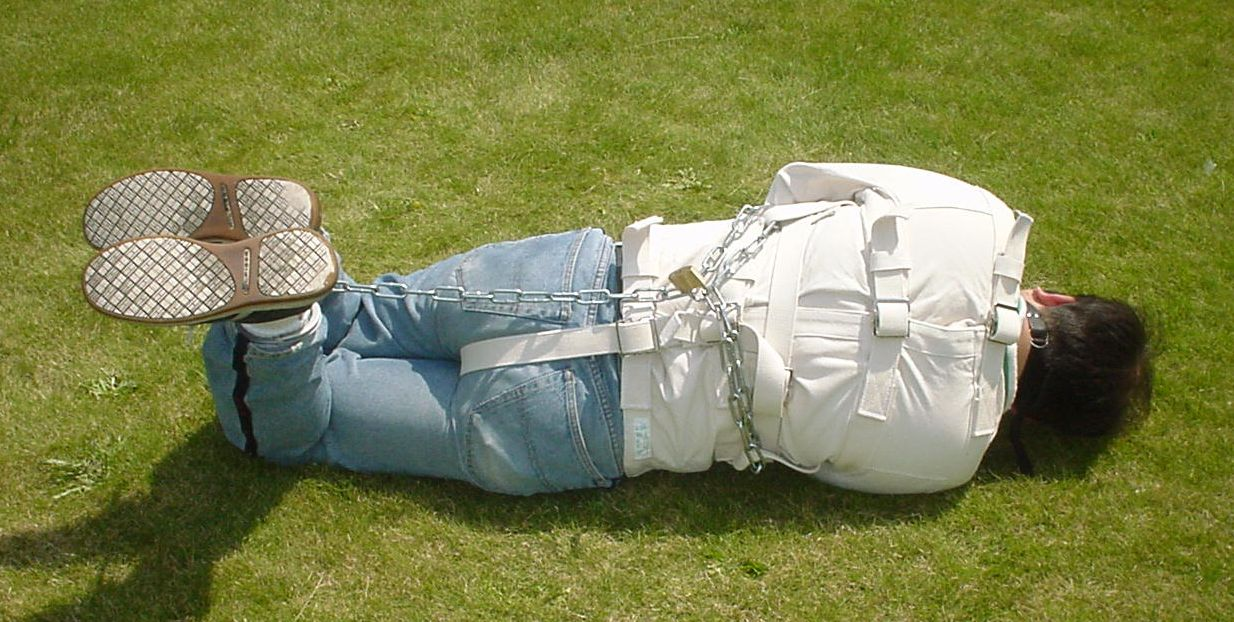
Camisa de força

Muitas formas leves de contenção, orientadas para segurança do paciente e da equipe médica, são mundialmente aceitas. As proteções laterais em camas hospitalares para prevenir que pacientes rolem e caiam durante o sono, a utilização de "cueiros" para manejar recém-nascidos e a presença de cintos ou bandejas em cadeiras de rodas para impedir a queda de seus usuários são exemplos de formas de contenção.
Contenções médicas às vezes são utilizadas para impedir que pessoas com condições físicas ou mentais excepcionais machuquem a si mesmas ou a outros. Um dos maiores objetivos das contenções médicas é prevenir acidentes devido a quedas. Outros tipos servem para prevenir comportamentos agressivos, como mordidas.
Embora contenções sejam geralmente criadas para impedir que pessoas se machuquem, elas também podem ser perigosas, especialmente quando não são realizadas por profissionais de saúde. A maior causa de mortes pelo uso inadequado de contenções é por estrangulamento, mas a prática também pode levar a fraturas, queimaduras e outros acidentes.
Devido ao risco de abuso, o uso de contenções médicas é regulado por lei.

## Categorias de contenções médicas
Existem várias categorias de contenções médicas:
- Contenção mecânica (no leito): usada apenas temporariamente durante emergências psiquiátricas. O uso de camisa de força está proibido.

- Cintos em cadeiras de rodas ou bandejas: que fecham na frente da cadeira para evitar que o usuário caia facilmente. Podem ser utilizados regularmente por pacientes com problemas neurológicos que afetam o equilíbrio e movimento.

- Jaquetas e coletes de segurança: podem ser colocados em um paciente como qualquer outra peça de vestuário. Geralmente, esses dispositivos possuem longas alças que podem ser amarradas a uma cadeira para impedir que o paciente se levante, ou nas laterais da cama, para manter o paciente imóvel. São comumente usados em pacientes idosos em risco de sérios danos por quedas.

- Contenção de membros: utilizada para impedir atividades, sendo colocada ao redor dos pulsos ou tornozelos e firmada aos lados da cama, com o objetivo de impedir autoagressão ou agressão a outros.

- Macas com grades adequadas: utilizadas para evitar quedas em recém-nascidos.

## Leis sobre contenções médicas
Por se tratar de uma prática sensível, diversos países possuem leis regulamentando o assunto. Em Portugal, existe a Lei de Saúde Mental, publicada no Diário da República em 24 de julho de 1998. No Brasil, foi criada a Lei 10.216, de 6 de abril de 2001.